# Jervina
La jervina/jervin es un esteroidal aislado de diversas plantas del género Veratrum. Es similar a la ciclopamina, también presente en el género . Su estructura fue elucidada por Fried en 1953.

## Efectos fisiológicos
La jervina es un potente teratógeno implicado con defectos natales cuando es consumuida por animales en un cierto periodo de tiempo en su gestación. En casos severos puede causar ciclopía y holoprosencefalia. LD50 = 9.3 mg/kg.